# Max Dauthendey
Max Dauthendey (25. července 1867 Würzburg – 29. srpna 1918 Malang) byl německý spisovatel, básník a malíř impresionistického období.

## Život
Narodil se v rodině fotografa Carla Dauthendeye (1819–1896) a jeho druhé manželky Caroline Friedrichové (1837–1873) ve Würzburgu. Z otcova prvního manželství s Annou Olschangovou měl čtyři nevlastní sestry: Annu Jaegerovou (1845–1920), Marii Dettovou (1848–1908), Dorotheu (1851–1887) a Elisabethu (1854–1943). Z druhého manželství otce měl bratra Caspara (1860–1885). Max se r. 1896 oženil s Annie Johansonovou (–1945).
Začal kariéru jako malíř, velmi citlivý na smyslné dojmy, zejména barvy. Ve čtyřiadvaceti opustil otcovský dům a toulal se světem. Byl ve Švédsku, Dánsku, Francii, Anglii, Sicílii, Mexiku a Řecku. R. 1906 vykonal cestu kolem světa, dlel v Egyptě, Indii, Číně, Japonsku, Americe. Druhou cestu kolem světa, která zahrnovala Arábii a Novou Guineu podnikl r. 1914, ale při vypuknutí první světové války uvízl na Jávě. Pokus o bezpečný přechod zpět do Německa selhal.
Byl všeobjímající romantik a samotářský člověk. Se Stefanem Georgem a Richardem Dehmelem tvořili nejzářivější trojhvězdí německé lyriky. Hlavní téma jeho knih byla láska a dětská radost ze života a z krásy světa.

## Dílo

### V češtině
- Zahrada bez ročních období – přeložil Alfons Breska; in: 1000 nejkrásnějších novel... č. 17. Praha: J. R. Vilímek, 1912
- Osm tváří na jezeře Bivském: milostné příběhy japonské – př. Hedvika Velemínská. Praha-Vinohrady: František Jiroušek, 1918
- Lingam: dvanáct asijských novel – př. Alfons Breska; úvodní studii napsal Arne Novák; obálka a dřevoryty od Františka Koblihy. Praha: Máj, 1919.
- Májová noc: mužský sbor – Emil Axman; text Max Dauthendey; př. Marie Fantová. Praha: Emanuel Starý, 1929